# 意裔美国人博物馆
意裔美国人博物馆(意大利语:Museo ItaloAmericano；英语:Italian American Museum)是一所位于美国旧金山的非牟利博物馆，成立于1978年，旨在介绍意裔美国人的各种文化。